# Квітка тисячі й однієї ночі
«Квітка тисячі й однієї ночі» (італ. Il Fiore Delle Mille E Una Notte) — фільм П'єра Паоло Пазоліні 1974 року за мотивами казок арабської і перської літератури. Третя частина так званої «Трилогії життя», до якої також входять «Декамерон» (1971) і «Кентерберійські оповідання» (1972).

## Сюжет
Арабська казка про кохання, підлість, підступність і зло, центральний сюжет якої присвячений сором'язливому юнакові-чоботару Нур-Ад-Діну (Франко Мерлі), який закохується у прекрасну дівчину-рабиню Зумурруд (Інес Пелегріні). Через безглузду помилку доля вимушена їх розлучити, і юнак вирушає на сповнені пригодами пошуки, щоб знайти кохану і звільнити її від демонів. Стрічка насичена відвертими еротичними та сексуальними сценами і буфонадним гумором.

## В ролях
| Актор                     | Роль           |
| ------------------------- | -------------- |
| Нінетто Даволі            | Азіз           |
| Тесса Буше                | Азіза          |
| Франко Чітті              | Демон          |
| Франко Мерлі              | Нур ед Дін     |
| Інес Пеллегріні           | Зумурруд       |
| Маргарет Клементіні       | матір Азізи    |
| Франселіз Ноель           |                |
| Кристіан Аліньї           |                |
| Елізабета Дженовезе       | Мунис          |
| Луїджіна Роккі            | Будур / Фатіма |
| Альберто Аргентіно        | принц Шахсмах  |
| Франческо Паоло Говернале | принц Тагі     |
| Сальваторе Сапієнца       | принц Унан     |

## Цікаві факти
- Прем'єра фільму відбулася 20 травня 1974 року на 27-му Каннському міжнародному кінофестивалі.
- В Італії фільм було заборонено до прокату 27 червня 1974 року; заборону було скасовано рішенням міланського окружного суду 5 серпня 1974 року[1].
- У англомовній версії фільм вийшов під назвою «Арабські ночі» (англ. Arabian Nights).

## Нагороди
- 1974 — Гран-прі Каннського кінофестивалю.